# Raciążek (gmina)
Raciążek (hist. gmina Ciechocinek) – gmina wiejska w województwie kujawsko-pomorskim, w powiecie aleksandrowskim. W latach 1975–1998 gmina położona była w województwie włocławskim.
Siedzibą gminy jest Raciążek.
Według danych z 30 czerwca 2004 gminę zamieszkiwały 3064 osoby.

## Historia
Gmina zbiorowa Raciążek powstała w połowie 1870 roku w Królestwa Polskiego z obszaru zniesionej gminy Ciechocinek. Należała do powiatu nieszawskiego w guberni warszawskiej.
W 1908 status osady miejskiej otrzymał Ciechocinek w gminie Raciążek, któremu w 1919 roku nadano prawa miejskie, wyłączając go równocześnie z gminy Raciążek.
W okresie międzywojennym gmina należała do powiatu nieszawskiego w woj. warszawskim. W 1924 z gminy Raciążek  wyłączono wieś Aleksandrówkę oraz części wsi: Wola-Raciążek, Słońsk, Wołuszewo i Nowy Ciechocinek, włączając je do miasta Ciechocinka. 
20 października 1933 gminę Raciążek podzielono na 15 gromad (sołectw): Dąbrówka, Konstantynowo, Kuczek, Niestuszewo, Nowy Ciechocinek, Podole, Podzamcze, Raciążek, Siarzewo, Sierzchowo, Słońsk, Turzno, Wola Raciążek, Wołuszewo i Wygoda.
1 kwietnia 1938 roku gminę Raciążek wraz z całym powiatem nieszawskim przeniesiono do woj. pomorskiego.
Po wojnie gmina weszła w skład terytorialnie zmienionego woj. pomorskiego, przemianowanego 6 lipca 1950 roku na woj. bydgoskie. 12 marca 1948 zmieniono też oficjalną nazwę powiatu nieszawskiego na powiat aleksandrowski.
Według stanu z 1 lipca 1952 roku gmina składała się nadal z 15 gromad: Dąbrówka, Konstantynowo, Kuczek, Niestuszewo, Nowy Ciechocinek, Podole, Podzamcze, Raciążek, Siarzewo, Sierzchowo, Słońsk, Turzno, Wola Raciążek, Wołuszewo i Wygoda.
Gmina została zniesiona 29 września 1954 roku wraz z reformą wprowadzającą gromady w miejsce gmin
Gminę Raciążek  reaktywowano 1 stycznia 1973 roku w powiecie aleksandrowskim w województwie bydgoskim w związku z kolejną reformą administracyjną kraju. W jej skład weszło 18 sołectw: Białe Błota, Dąbrówka, Konstantynowo, Kuczek, Niestuszewo, Nowy Ciechocinek (z Wygodą), Odolion, Otłoczyn, Podole, Podzamcze, Raciążek, Siarzewo, Słońsk (Dolny), Słońsk Ciechociński (Górny), Turzno, Turzynek, Wola i Wołuszewo. Po raz pierwszy w składzie gminy znalazł się Otłoczyn, powiązany historycznie z powiatem toruńskim i zaborem pruskim (vide gminy Popioły), a także Turzynek (dawniej w gminie Koneck) oraz Białe Błota i Odolion (dawniej w gminie Służewo). W skład gminy nie weszło natomiast Sierzchowo (włączono je do gminy Nieszawa).
1 czerwca 1975 roku gmina weszła w skład nowo utworzonego woj. włocławskiego.
2 lipca 1976 roku gminę Raciążek zniesiono, a jej tereny przyłączono:
- do gminy Nieszawa – obszary sołectw: Dąbrówka, Konstantynowo, Niestuszewo, Podole, Podzamcze, Raciążek, Siarzewo, Turzno i Turzynek,
- do nowo utworzonej gminy Aleksandrów Kujawski – obszary sołectw: Białe Błota, Kuczek, Nowy Ciechocinek, Odolion, Otłoczyn, Słońsk Dolny, Słońsk Górny, Wola i Wołuszewo (krótko po tym, 1 lutego 1977, Słońsk Górny i Wolę, a także znaczną część Słońska Dolnego, włączono do Ciechocinka[20]).

1 października 1982 roku gminę Raciążek reaktywowano, lecz tylko z 8 z 9 sołectw włączonych w 1976 roku do gminy Nieszawa (sołectwo Konstantynowo pozostało w gminie Nieszawa): Dąbrówka, Niestuszewo, Podole, Podzamcze, Raciążek, Siarzewo, Turzno i Turzynek.
W 1999 roku gmina Raciążek powróciła do reaktywowanego powiatu aleksandrowskiego w nowo utworzonym województwie kujawsko-pomorskim.

## Struktura powierzchni
Według danych z roku 2002 gmina Raciążek ma obszar 32,89 km², w tym:
- użytki rolne: 84%
- użytki leśne: 4%

Gmina stanowi 6,92% powierzchni powiatu.

## Demografia

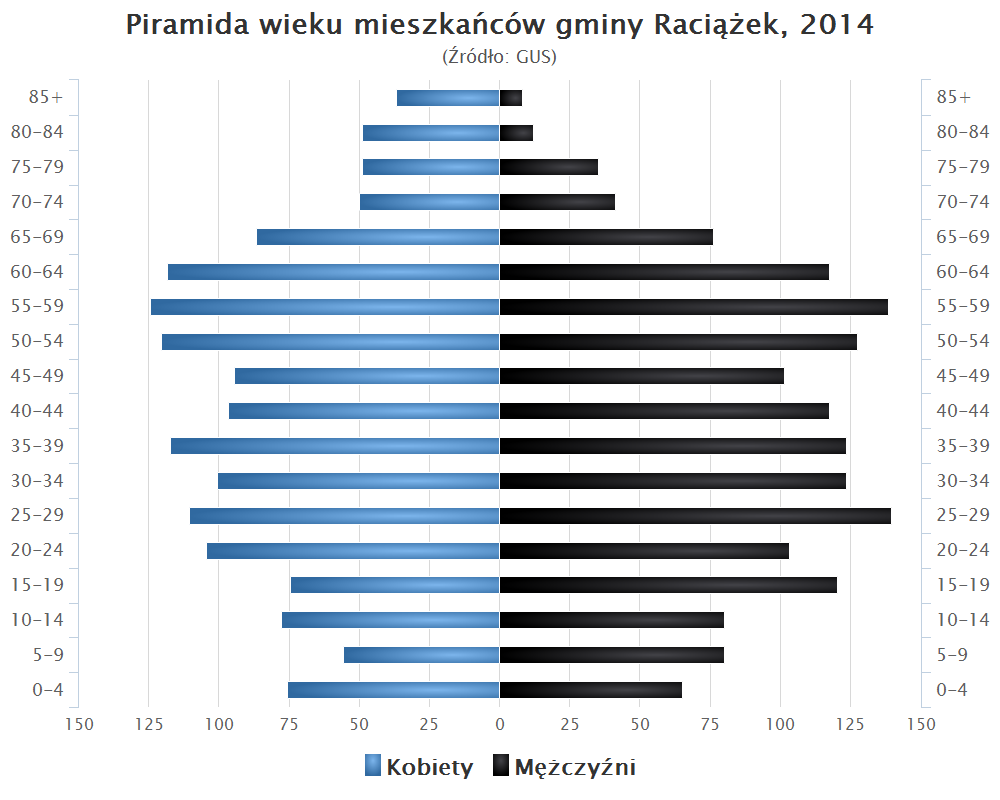
Piramida wieku mieszkańców gminy Raciążek w 2014 roku

Dane z 30 czerwca 2004:
| Opis                              | Ogółem | Ogółem | Kobiety | Kobiety | Mężczyźni | Mężczyźni |
| --------------------------------- | ------ | ------ | ------- | ------- | --------- | --------- |
| jednostka                         | osób   | %      | osób    | %       | osób      | %         |
| populacja                         | 3064   | 100    | 1518    | 49,5    | 1546      | 50,5      |
| gęstość zaludnienia (mieszk./km²) | 93,2   | 93,2   | 46,2    | 46,2    | 47        | 47        |

## Zabytki
Wykaz zarejestrowanych zabytków nieruchomych na terenie gminy:
- kościół parafii pod wezwaniem Wszystkich Świętych z lat 1597-1612 w Raciążku, nr 5/247 z 17.02.1981 roku
- ruiny zamku z XIV-XVIII w. w Raciążku, nr 315 z 04.06.1955 roku
- chata drewniana z pierwszej połowy XIX w. przy ul. Nadgórnej 14 w Raciążku, nr 344 z 06.03.1956 roku
- dom z początku XIX w. przy ul. Zamkowej 39 w Raciążku, nr 83/A z 08.06.1980 roku

## Sołectwa
Dąbrówka, Niestuszewo, Podole, Podzamcze, Raciążek, Siarzewo, Turzno, Turzynek

## Sąsiednie gminy
Aleksandrów Kujawski, Ciechocinek, Czernikowo, Koneck, Nieszawa, Waganiec